# Real Madri Futebol Clube
O Real Madri Futebol Clube, ou simplesmente Real Madri, é um clube de futebol brasileiro de Colatina, Espírito Santo. O nome do clube é em homenagem ao Real Madrid da Espanha. Disputou o Campeonato Capixaba da Segunda Divisão de 1994, terminando na penúltima colocação em 11ª lugar.